# Þorvaldur Thoroddsen

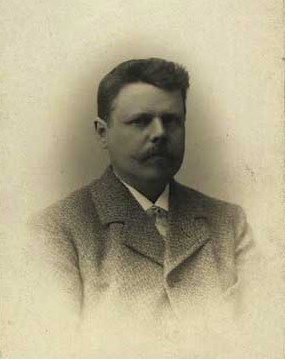
Þorvaldur Thoroddsen

Þorvaldur Thoroddsen (* 6. Juni 1855 auf Flatey im Breiðafjörður; † 28. September 1921 in Kopenhagen / Dänemark) war ein isländischer Geograph und Geologe. Bekannt wurde er vor allem durch die Auseinandersetzung mit seinem Spezialgebiet Island. Er gilt als einer der Wegbereiter der wissenschaftlichen Geologie in seinem Lande.

## Herkunft und Familie
Þorvaldur Thoroddsen war der Sohn des Verwaltungsbeamten (Sýslumaður) und Dichters Jón Thoroddsen (1818–1868) und seiner Frau Kristín Ólína Þorvaldsdóttir Sívertsen (1833–1879).
Einer seiner Brüder war Skúli Thoroddsen, ebenfalls Verwaltungsbeamter, Zeitungsredakteur und Abgeordneter im isländischen Parlament.
Þorvaldur wurde auf der Insel Flatey im Breiðafjörður geboren, wuchs dann aber zunächst in den südlichen Westfjorden auf und schließlich in Leirá í Leirársveit in der Nähe von Borgarnes. Im Alter von 11 Jahren reiste er nach Reykjavík zum weiteren Schulbesuch und lebte während dieser Zeit beim Sagensammler und Volkswissenschaftler Jón Árnason, mit dessen Frau er verwandt war. Von diesem wurde er schließlich im Alter von 13 Jahren nach dem Tod seines Vaters adoptiert.

## Höhere Schulbildung, Studium
Þorvaldur trat im Jahre 1875 in die Lærði skólinn í Reykjavík, den Vorläufer des heutigen Gymnasiums Menntaskólinn í Reykjavík, ein. Nach dem Abschluss ging er auf die Hochschule von Kopenhagen und verlegte sich dort besonders auf das Studium der Naturwissenschaften und Biologie (Tierkunde), hatte jedoch zunächst wenig Interesse an Geographie. Dies allerdings änderte sich ab 1876, als er den dänischen Geographen Johannes Frederik Johnstrup bei einer Expedition ins isländische Hochland (Mývatnsöræfi) und in die Askja begleitete, zumal der Vulkan erst im Jahre davor einen großen Ausbruch gehabt hatte.

## Beruflicher Werdegang und weitere Feldforschung

Islandkarte von Þorvaldur Thoroddsen

In der Folge nahm Þorvaldur Thoroddsen verschiedene Stellen als Lehrer für Naturwissenschaften in Island an.
Es gelang ihm, die letzten Ausbrüche der Eldgjá-Vulkanspalte im Katla-Vulkansystem ziemlich genau zu datieren. Laut Schutzbach nahm er die Jahre kurz nach der Besiedelung von Island (in dem Fall 930-956) an, was später nur noch geringfügig von Kollegen revidiert wurde.
Am Vatnajökull stellte Þorvaldur Thoroddsen in der Folge von Sveinn Pálsson ebenfalls Untersuchungen an den Gletschern an. Die genaue Position des Grímsvötn-Zentralvulkans konnte der Wissenschaftler jedoch nicht orten.
Im Jahre 1895 übersiedelte er nach einigen kürzeren Aufenthalten ganz nach Kopenhagen. Nachdem er seit 1882 Exkursionen und längere Forschungsreisen durch Island unternommen hatte, schloss er diese nun ab. Die wissenschaftlichen Ergebnisse wurden vor allem in der Zeitschrift Andvara veröffentlicht und kamen später in etlichen weiteren Werken zur Verwendung.
In Kopenhagen hatte er die Möglichkeit, auf Fachliteratur zuzugreifen, die ihm an der Universität Island zu der Zeit nicht zugänglich gewesen wäre. Mit Hilfe seines eigenen Vermögens sowie der Unterstützung u. a. des isländischen Parlaments konnte er sich dies finanziell leisten.
Besondere Bekanntheit erlangte er durch eine auf seinen eigenen Forschungen beruhende Islandkarte, die er 1901 herausgab.
Für sein Werk erhielt er viele Auszeichnungen, z. B. die Ehrendoktorwürde der Universität Kopenhagen.

## Lebensende
Nach einem Schlaganfall lag Þorvaldur Thoroddsen etliche Monate auf dem Krankenbett, bis er schließlich am 28. September 1921 verstarb.

## Ausgewählte Veröffentlichungen
- Þorvaldur Thoroddsen: Die Geschichte der isländischen Geographie 1–2, Leipzig 1897–1898.
- Þorvaldur Thoroddsen: Island. Grundriss der Geographie und Geologie, Gotha 1905–1906, 4+358 S.